# عبد الله الجنيبي
عبد الله الجنيبي (مواليد 14 يونيو 1988) لاعب كرة قدم إماراتي يجيد اللعب في الدفاع مع نادي عجمان في دوري الخليج العربي الإماراتي .
لعب سابقاً لأندية الشارقة والشباب و العربي والشعب و الوصل و الفجيرة .

## روابط خارجية
- عبد الله الجنيبي على موقع Soccerway.com (الإنجليزية)